# Туз Володимир Ростиславович
Володимир Ростиславович Туз — український радіофізик, професор Харківського національного університету імені В. Н. Каразіна.

## Біографія
В 2005 році здобув ступінь кандидата фізико-математичних наук зі спеціальності «радіофізика», захистивши дисертацію «Резонансні явища у квазіперіодичних шаруватих системах з металодіелектричними елементами».
В 2012—2020 роках працював у відділі теоретичної радіофізики Радіоастрономічного інституту НАНУ.
В 2013 році, захистивши дисертацію «Підсилення поляризаційних та нелінійних ефектів у періодичних структурах і системах з сильною локалізацією поля», став доктором фізико-математичних наук зі спеціальності «радіофізика». В 2015 році здобув вчене звання доцента.
Викадає в Харківському національному університеті імені В. Н. Каразіна на посаді професора кафедри теоретичної радіофізики радіофізичного фікультету.

## Публікації
- Резонансні явища у квазіперіодичних шаруватих системах з металодіелектричними елементами: автореф. дис. канд. фіз.-мат. наук: 01.04.03 / Туз Володимир Ростиславович ; Харківський національний ун-т ім. В. Н. Каразіна. — Х., 2005. — 17 с.
- Туз, Володимир Ростиславович. Підсилення поляризаційних та нелінійних ефектів у періодичних структурах і системах з сильною локалізацією поля: автореферат дис. д-ра фіз.-мат. наук : 01.04.03 «Радіофізика» / Туз Володимир Ростиславович ; М-во освіти і науки, молоді та спорту України, Харк. нац. ун-т ім. В. Н. Каразіна. — Х., 2012. — 37 с.